# Font de l'Hort del Capellà
La Font de l'Hort del Capellà és una font del terme municipal de Sant Esteve de la Sarga, del Pallars Jussà, dins del territori del poble de Castellnou de Montsec.
Està situada a 1.007 m d'altitud, al sud de Castellnou de Montsec, a llevant de la pista rural que relliga aquest poble amb Sant Esteve de la Sarga.